# Carol Kaye
Carol Kaye (Everett, 24 marzo 1935) è una musicista statunitense.
Riconosciuta come una delle bassiste più prolifiche della storia della musica (strumentisti uomini compresi) in oltre 65 anni di carriera ha suonato in circa diecimila sessioni di registrazione.
Attiva soprattutto negli anni '60, è diventata inizialmente nota come membro della Wrecking Crew, la band di Phil Spector. In seguito ha collaborato con numerosi artisti di fama internazionale come i Beach Boys, Simon & Garfunkel, Ritchie Valens, Frank Sinatra, Sam Cooke, Dean Martin, Ray Charles e molti altri.

## Carriera
Carol Kaye ha suonato il basso in molte produzioni di Phil Spector e Brian Wilson degli anni sessanta e settanta.
Ha suonato una parte di chitarra acustica nel singolo Donna/La Bamba di Ritchie Valens e appare nei crediti di molti successi di Simon & Garfunkel, oltre che in numerose colonne sonore di Quincy Jones e Lalo Schifrin. Tra gli album più popolari a cui ha contribuito si possono ricordare Pet Sounds dei Beach Boys e Freak Out! di Frank Zappa.
Carol è ancora attiva nel mondo della musica e continua il suo lavoro come musicista di sessione.

## Vita privata
Cresciuta come battista, si è in seguito convertita all'ebraismo. Nella sua vita si è sposata tre volte, dalle sue relazioni sono nati due figli.

## Discografia parziale

### Singoli e album
- Summertime – Sam Cooke (1957)
- Donna/La Bamba – Ritchie Valens (1958)[1]
- Almost In Your Arms – Sam Cooke (1958)[2]
- Pink Shoe Laces – Dodie Stevens (1959)
- Smooth Operator – Sarah Vaughan (1959)
- Hully Gully – The Olympics (1959)
- Zip-a-Dee-Doo-Dah – Bob B. Soxx & the Blue Jeans (1962)
- Johnny Angel – Shelley Fabares (1962)
- Rhythm of the Rain – The Cascades (1962)[3]
- Danke Schoen – Wayne Newton (1963)[4]
- Then He Kissed Me – The Crystals (1964)
- You're Nobody till Somebody Loves You – Dean Martin (1964)[5]
- Wish Someone Would Care – Irma Thomas (1964)[6]
- Time Is On My Side – Irma Thomas (1964)[7]
- Anyone Who Knows What Love Is (Will Understand) – Irma Thomas (1964)
- Presenting the Fabulous Ronettes – The Ronettes (1964)
- No Matter What Shape (Your Stomach's In) – The T-Bones (1965)
- These Boots Are Made for Walkin'  – Nancy Sinatra (1965)
- Do I Love You (Indeed I Do) – Frank Wilson (1965)[8]
- Tainted Love – Gloria Jones (1965)
- Spanish Eyes – Al Martino (1965)
- Summer Days (and Summer Nights!!) – The Beach Boys (1965)[9][10]
- Quincy's Got a Brand New Bag – Quincy Jones (1965)[11]
- Whipped Cream & Other Delights – Herb Alpert (1965)
- Hold Me, Thrill Me, Kiss Me – Mel Carter (1965)[12]
- California Girls – The Beach Boys (1965)[13]
- Lipstick Traces (on a Cigarette) – The O'Jays (1965)[14]
- Beach Boys Today – The Beach Boys (1965)[15]
- Unchained Melody – The Righteous Brothers (1965)[16]
- Merry Christmas  – The Supremes (1965)(side 1: tracks 2,3,4,6; side 2: tracks 1–6)[17]
- I Hear a Symphony  – The Supremes (1966)(side 1: tracks 1,4,5)[17]
- Bang Bang (My Baby Shot Me Down) – Cher (1966)[18]
- Batman Theme – The Marketts (1966)
- The Temptations in a Mellow Mood – The Temptations (1966)[17]
- Chér – Cher (1966)
- Sloop John B – The Beach Boys (1966)[19]
- I'm Ready for Love – Martha and the Vandellas (1966)[17]
- I Am a Rock – Simon & Garfunkel (1966)[20]
- Smile – The Beach Boys
- Ray's Moods – Ray Charles (1966)
- The Supremes A' Go-Go  – The Supremes (1966)(side 1: tracks 2,4; side 2: tracks 2,4)[17]
- Parsley, Sage, Rosemary and Thyme – Simon and Garfunkel (1966)(side 1: tracks 1,4)
- Sugar Town  – Nancy Sinatra (1966)[21]
- I Don't Need No Doctor – Ray Charles (1966)
- Pet Sounds – The Beach Boys (1966)[22]
- Ray Charles Invites You to Listen – Ray Charles (1967)
- You've Lost That Lovin' Feelin' – The Righteous Brothers (1967)
- River Deep, Mountain High – Ike & Tina Turner (1967)
- In the Heat of the Night – Ray Charles (1967)
- Freak Out! – The Mothers of Invention (1967)
- The Zodiac: Cosmic Sounds (1967)
- Love is Here and Now You're Gone  – The Supremes (1967)[17]
- Somethin' Stupid  – Frank Sinatra and Nancy Sinatra (1967)
- The World We Knew  – Frank Sinatra (1967)
- The Beat Goes On – Sonny & Cher (1967)
- In Case You're in Love – Sonny & Cher (1967)
- Mercy, Mercy, Mercy – The Buckinghams (1967)
- You've Made Me So Very Happy – Brenda Holloway (1967)
- The Supremes Sing Rodgers & Hart  – The Supremes (1967)(side 1: tracks 1,2,4,5,6; side 2: tracks 1,3)[17]
- More of the Monkees  – The Monkees (1967)
- In and Out of Love  – The Supremes (1967)[17]
- Music from Mission: Impossible – Lalo Schifrin (1967)
- A Man and a Woman – Laurindo Almeida (1967)
- Forever Changes – Love (1967)
- Expecting to Fly – Buffalo Springfield (1967)[23][24]
- United – Marvin Gaye and Tammi Terrell (1967) (track 12)[17]
- The Honeysuckle Breeze – Tom Scott (1967)
- Wind, Sky and Diamonds  – Gábor Szabó (1968)
- Wichita Lineman – Glen Campbell (1968)
- Midnight Confessions – The Grass Roots (1968)[25][26]
- Accent on Africa – Cannonball Adderley (1968)
- Little Green Apples – O. C. Smith (1968)
- Song of Innocence – David Axelrod (1968)[27]
- Neil Young – Neil Young (1968)
- More Mission: Impossible – Lalo Schifrin (1968)
- There's a Whole Lalo Schifrin Goin' On – Lalo Schifrin (1968)
- Can't Take My Eyes Off You – Andy Williams (1968)
- The Sound of Nancy Wilson  – Nancy Wilson (1968)[28]
- Diana Ross & the Supremes Join the Temptations  – The Supremes and The Temptations (1968)(side 1: tracks 1,5,6; side 2: tracks 1,5)[17]
- Love Theme from Romeo and Juliet – Henry Mancini (1968)
- Release of an Oath – The Electric Prunes (1968)
- Livin' It Up! – Jimmy Smith (1968)
- The Temptations Wish It Would Rain  – The Temptations (1968)(side 2: track 1)[17]
- Feelin' Alright?  – Joe Cocker (1969)
- Cream of the Crop  – The Supremes (1969)(side 2: track 4)[17]
- A Time for Us – Mel Tormé (1969)
- Mannix – Lalo Schifrin (1969)
- Time Out for Smokey Robinson & The Miracles  – The Miracles (1969)(side 1: track 3)[17]
- Raindrops Keep Fallin' on My Head – B. J. Thomas (1969)[29]
- When I Die – Motherlode (1969)
- Soul Spin – Four Tops (1969) (side 1: track 4; side 2: tracks 1,4)[17]
- The Original Jam Sessions 1969 – Quincy Jones (1969)[30]
- Reelin' with the Feelin' – Charles Kynard (1969)
- Four in Blue  – The Miracles (1969)(side 1: track 4)[17]
- Songs of Experience – David Axelrod (1969)[31]
- Try a Little Kindness – Glen Campbell (1970)
- Love Country Style – Ray Charles (1970)
- Pride – David Axelrod (1970)
- Gypsys, Tramps & Thieves – Cher (1971)
- Smackwater Jack – Quincy Jones (1971)[32]
- Charles Kynard – Charles Kynard (1971)
- Volcanic Action of My Soul – Ray Charles (1971)
- A Natural Man – Lou Rawls (1971)
- Indian Reservation (The Lament of the Cherokee Reservation Indian) – Paul Revere & the Raiders (1971)[33]
- Rock Messiah – David Axelrod (1971)[34]
- Surf's Up – The Beach Boys (1971)
- A Message from the People – Ray Charles (1972)
- The Man From Shaft – Richard Roundtree (1972)[35]
- Speak Softly Love – Andy Williams (1972)
- Cass Elliot – Cass Elliot (1972)
- Across 110th Street – Bobby Womack (1972)[36]
- I Knew Jesus (Before He Was a Star) – Glen Campbell (1973)
- Cameo – Dusty Springfield (1973)
- You've Got It Bad Girl – Quincy Jones (1973)
- The Way We Were – Barbra Streisand (1973)
- Hard Times – Roy Brown (1973)
- Northern Windows – Hampton Hawes (1974)
- Brasswind – Gene Ammons (1974)
- Big Man – Cannonball Adderley (1975)[37]
- Some People Can Do What They Like – Robert Palmer (1976)
- I Heard That!! – Quincy Jones (1976)
- Shades – J. J. Cale (1981)
- The Wilsons – The Wilsons (1996)
- David Axelrod – David Axelrod (2001)
- The Complete Duets – Marvin Gaye and Tammi Terrell[17]
- Fast Man Raider Man – Frank Black (2006)
- The Smile Sessions – The Beach Boys (2011)

### Colonne sonore
Con Alfred Newman
- Airport (1970)[38]

Con Billy Goldenberg
- Change of Habit (1969)[39]
- Duel (1971)[40]

Con Burt Bacharach
- Butch Cassidy and the Sundance Kid (1969)[29]

Con Cy Coleman
- Sweet Charity (1969)[41]

Con Dave Grusin
- Waterhole No. 3 (1967)[42]
- Candy e il suo pazzo mondo (1968)
- Winning (1969)[43]
- Adam at 6 A.M. (1971)[44]

Con Dee Barton
- High Plains Drifter (1973)[45]

Con Dominic Frontiere
- On Any Sunday (1971)[46]

Con Elmer Bernstein
- Baby the Rain Must Fall (1965)[47]
- Big Jake (1971)[48]

Con Frank De Vol
- Guess Who's Coming to Dinner (1967)[49]

Con Henry Mancini
- Me, Natalie (1969)[50]
- Sometimes a Great Notion (1971)[51]
- The Thief Who Came to Dinner (1973)[52]

Con Jerry Goldsmith
- Bandolero! (1968)[53]
- Escape from the Planet of the Apes (1971)[54]

Con J. J. Johnson
- Across 110th Street (1972)[36]

Con John Williams
- Minuto per minuto senza respiro (1969)[55]
- L'avventura del Poseidon (1972)[56]
- The Long Goodbye (1973)[57]
- The Paper Chase (1973)[58]
- The Sugarland Express (1974)[59]
- The Eiger Sanction (1975)[60]

Con Johnny Mandel
- Harper (1966)[61]
- M*A*S*H (1970)[62]

Con Lalo Schifrin
- Murderer's Row (1966)[63]
- La volpe (1967)[64]
- Where Angels Go, Trouble Follows (1968)[65]
- Coogan's Bluff (1968)[66]
- Bullitt (1968)[67]
- Dirty Harry (1971)
- Magnum Force (1973)[68]

Con Leonard Rosenman
- Beneath the Planet of the Apes (1970)[69]

Con Michel Legrand
- Il caso Thomas Crown (1968)[70]
- The Happy Ending (1969)[71]
- Le Mans (1971)[72]
- One Is a Lonely Number (1972)[73]

Con Nelson Riddle
- Red Line 7000 (1965)[74]
- El Dorado (1966)

Con Peter Schickele
- Silent Running (1972)[75]

Con Quincy Jones
- The Pawnbroker (1964)[76]
- The Slender Thread (1965)[77]
- Walk, Don't Run (1966)[78]
- Banning (1967)[79]
- In the Heat of the Night (1967)[80]
- In Cold Blood (1967)[81]
- A Dandy In Aspic (1968)[82]
- The Split (1968)[83]
- Mackenna's Gold (1969)[84]
- The Lost Man (1969)[85]
- Bob & Carol & Ted & Alice (1969)[86]
- The Italian Job (1969)
- Cactus Flower (1969)[87]
- They Call Me Mister Tibbs! (1970)[88]
- Killer By Night (1972)[89]
- The Hot Rock (1972)
- The New Centurions (1972)

Con Vic Mizzy
- Don't Make Waves (1967)[90]
- The Shakiest Gun in the West (1968)[91]